# 東京都交通局E5000型電力機車
東京都交通局E5000型電力機車（日语：／ Tōkyōto kōtsūkyoku E5000-gata denki kikansha */?）是东京都交通局的电力机车车型之一，也是日本地下铁系统中第一款电力机车。本款电力机车由川崎重工业制造。该款机车分为2批，每批各2辆。其制造目的是为了方便将浅草线和大江户线的车辆牵引至马込车辆检修场进行全面检修。

## 概况
尽管浅草线和大江户线的轨距均为标准轨距，并同样使用直流电1,500V的接触网供电模式，并且之间在汐留有联络线。然而由于大江户线采用直线电动机进行驱动，故只有在存在感应板的区段能自行行走，所以当通过汐留联络线进入浅草线时，便无法自行行走，加之浅草线和大江户线的车辆限界、建筑限界均不相同（浅草线列车无法进入大江户线内）。因此在这种情况下，诞生了能够兼容牵引浅草线和大江户线的车辆用于回送的E5000型。
本款电力机车于2005年3月在川崎重工业下线，由东京地下铁建设购买，后转让给东京都交通局，并由平板车运送至木场车辆检修场。2006年1月20日，在浅草线和大江户线的末班运营结束后，E5003-E5004号从大江户线的光丘站出发，经汐留联络线进入马込车辆检修场，最终在2006年4月1日开始使用。

## 使用方式
通常情况下，奇数编号的列车用于牵引浅草线车辆，偶数编号用于牵引大江户线车辆。其中在大江户线车辆被牵引时，车辆会降弓行驶。

## 车体
列车采用碳素钢制成，外涂装颜色介于浅草线和大江户线的颜色之间，车体侧面的检查入口采用不锈钢制成，车体符合大江户线的车辆限界。前照灯和尾灯位于车体下部，通过标识灯位于列车上部。
铁路连接器采用密接式连接器，而且高度可变，其中对应大江户线的列车高度为550mm，对应浅草线的列车高度为880mm，其中在挡风玻璃正上方有摄像头监控铁路连接器的连接情况，使得连接作业速度加快。此外，铁路连接器还增加了针对被牵引车辆的接地装置。

## 列车内部
列车的驾驶室内部和设备室完全分开，检修通道位于列车中部，机器采取对称分布。其中驾驶室内主色调为白色，驾驶台位于列车前部的中心位置，其中仪表盘为暗灰色，最大速度为80km/h，此外还装备有压力计、表示灯等设备。主干控制器为横轴式，为牵引4段+制动7段+紧急制动。驾驶室内还装备有单机功率为3.49kW的空调。搭载的保安装置为与京滨急行电铁、北总铁道、京成电铁、新京成电铁、芝山铁道一样的ATC。

## 编组
|          | E5000 浅草线内为基准 ←西马込方向汐留方向→ |                       |
| 編號     | 1                                         | 2                     |
| 集電弓   | ＞＞                                      | ＜                    |
| 形式區分 | E5001 E5003 (E50-MC1)                     | E5002 E5004 (E50-MC2) |
| 其他設備 |                                           |                       |
| 安裝機器 | CP,SIV,VVVF                               | CP,SIV,VVVF           |
| 車輛重量 | 41.8t                                     | 41.8t                 |

範例
- VVVF：主控制裝置（VVVF變頻器）
- SIV：靜式變流器
- CP：電動空氣壓縮機

## 行走设备
列车采用西门子公司制造的T-INV5型的IGBT-VVVF控制装置。电动机为单机功率190kW的鼠笼式电动机（电压1,050 V、電流133A、频率61Hz、转速1,800rpm），因此在大江户线内行走时，不需要使用感应板取得动力。静式变流器为70kVA，在回送时能对大江户线列车提供最低电源供应。静式变流器装置、蓄电池，電動空氣壓縮機、刹车作用装置，保安装置等均按照平衡重量要求进行了精巧安置。
集电弓采用单臂形式。考虑到浅草线和大江户线的车辆限界的差异和架线的高度的差异，故集电弓分为不同的2种。Mc1在浅草线用PT-7202-A型，共2个。Mc2在大江户线用PT-7202-B型，为1个。转向架由川崎重工业制造，其中轮径860mm，为防止车轮在行走时发生空转，设置有以氧化铝粉末为主的放沙装置。

## 列车图片

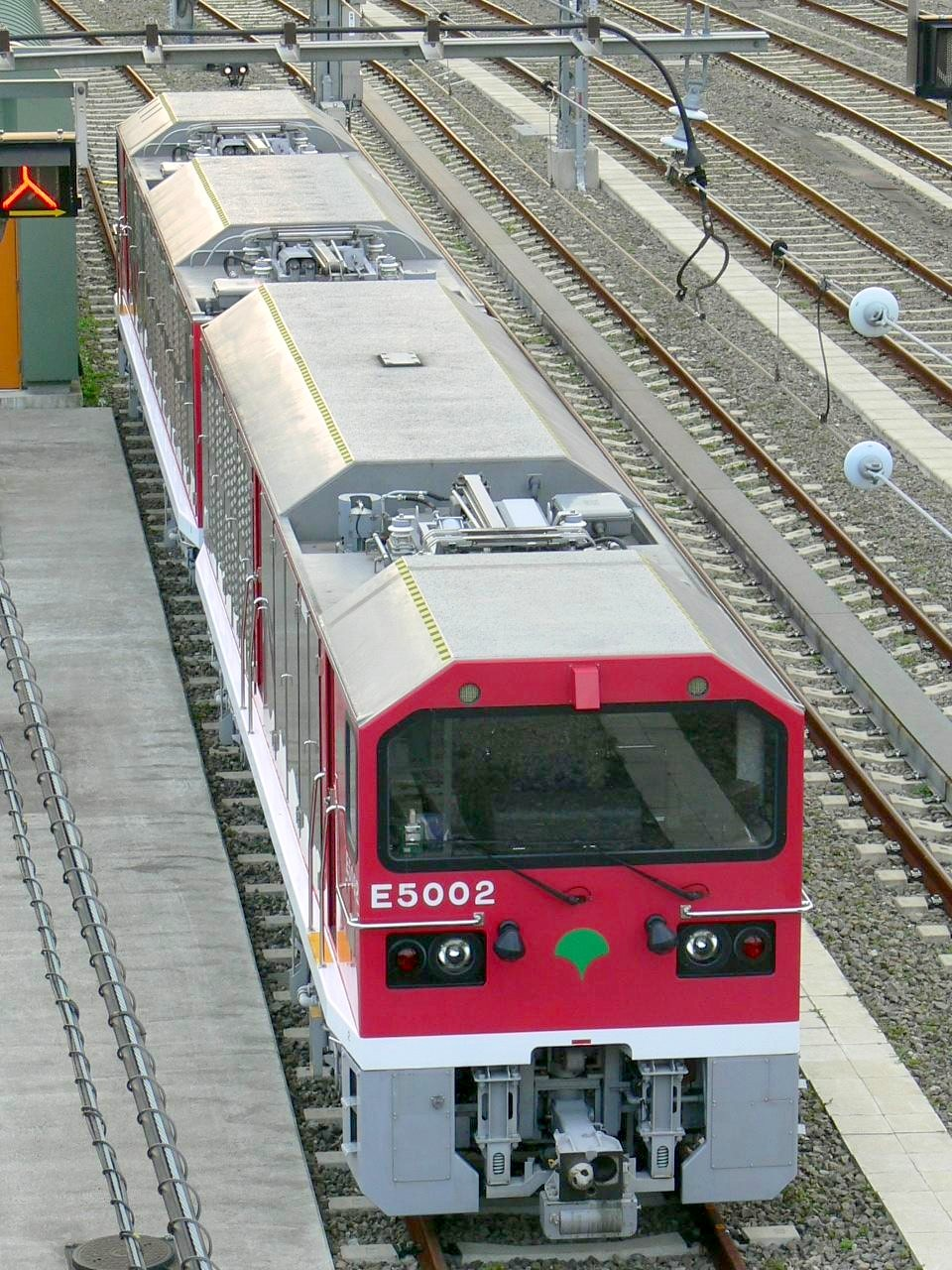
E5002号
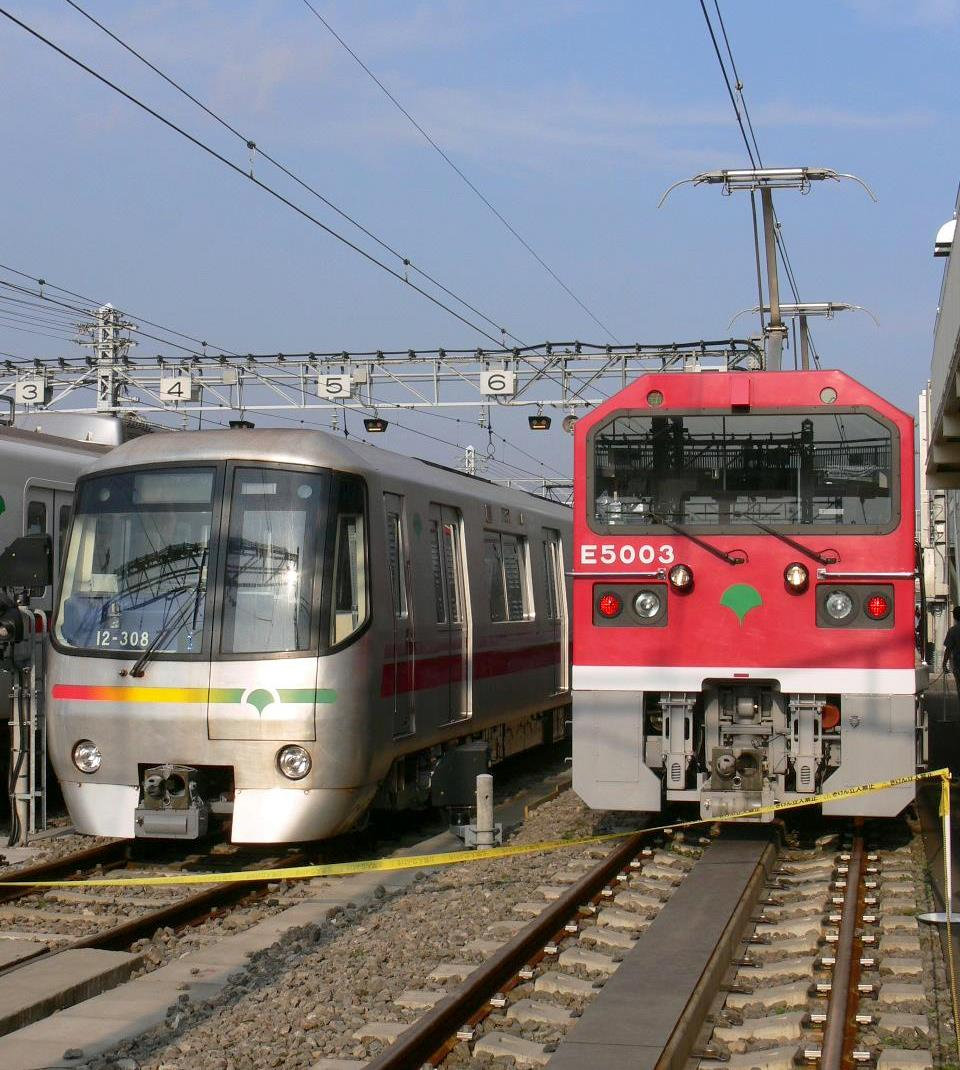
12-000型旁边的E5003号
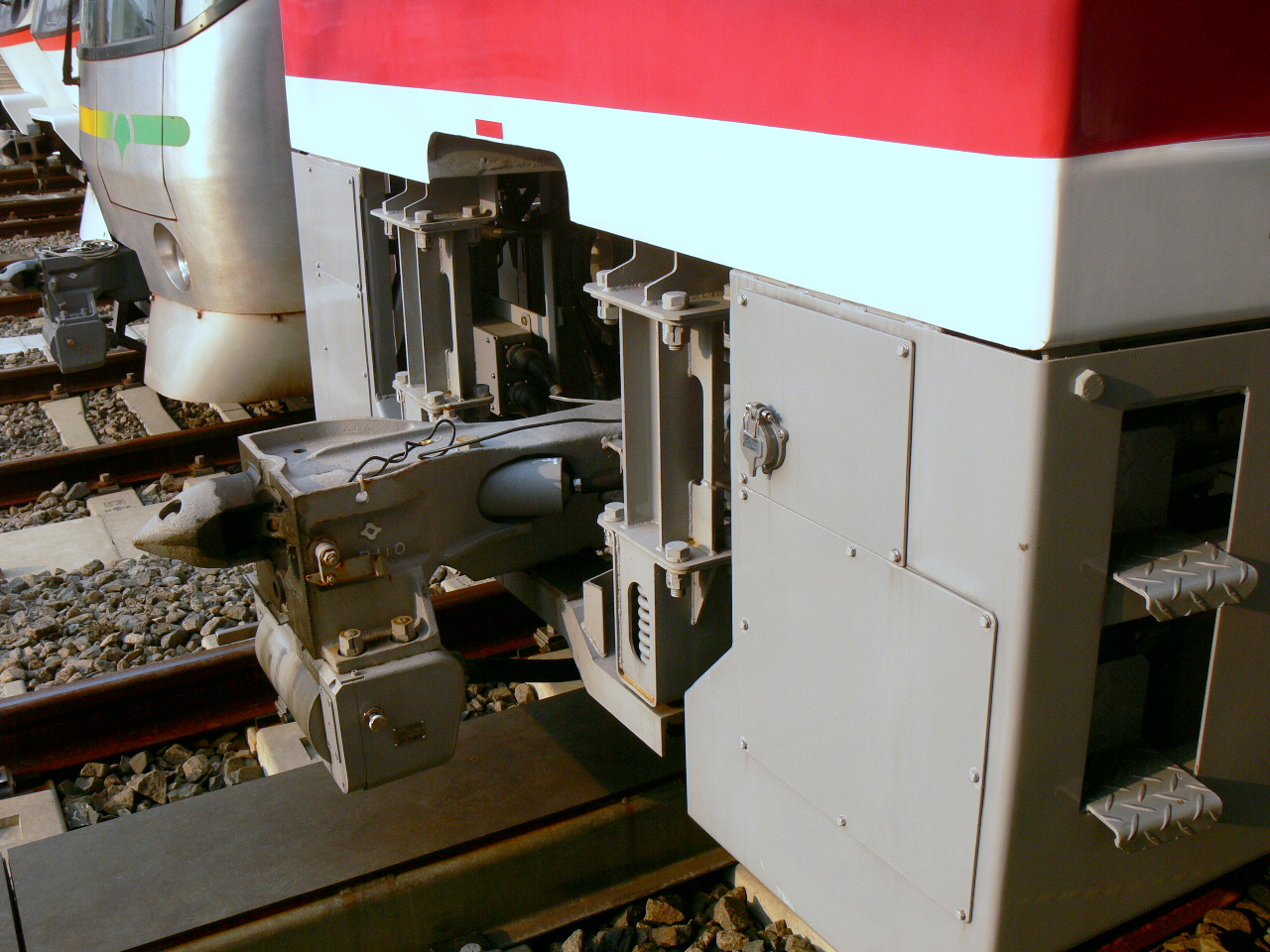
E5003号的連結器
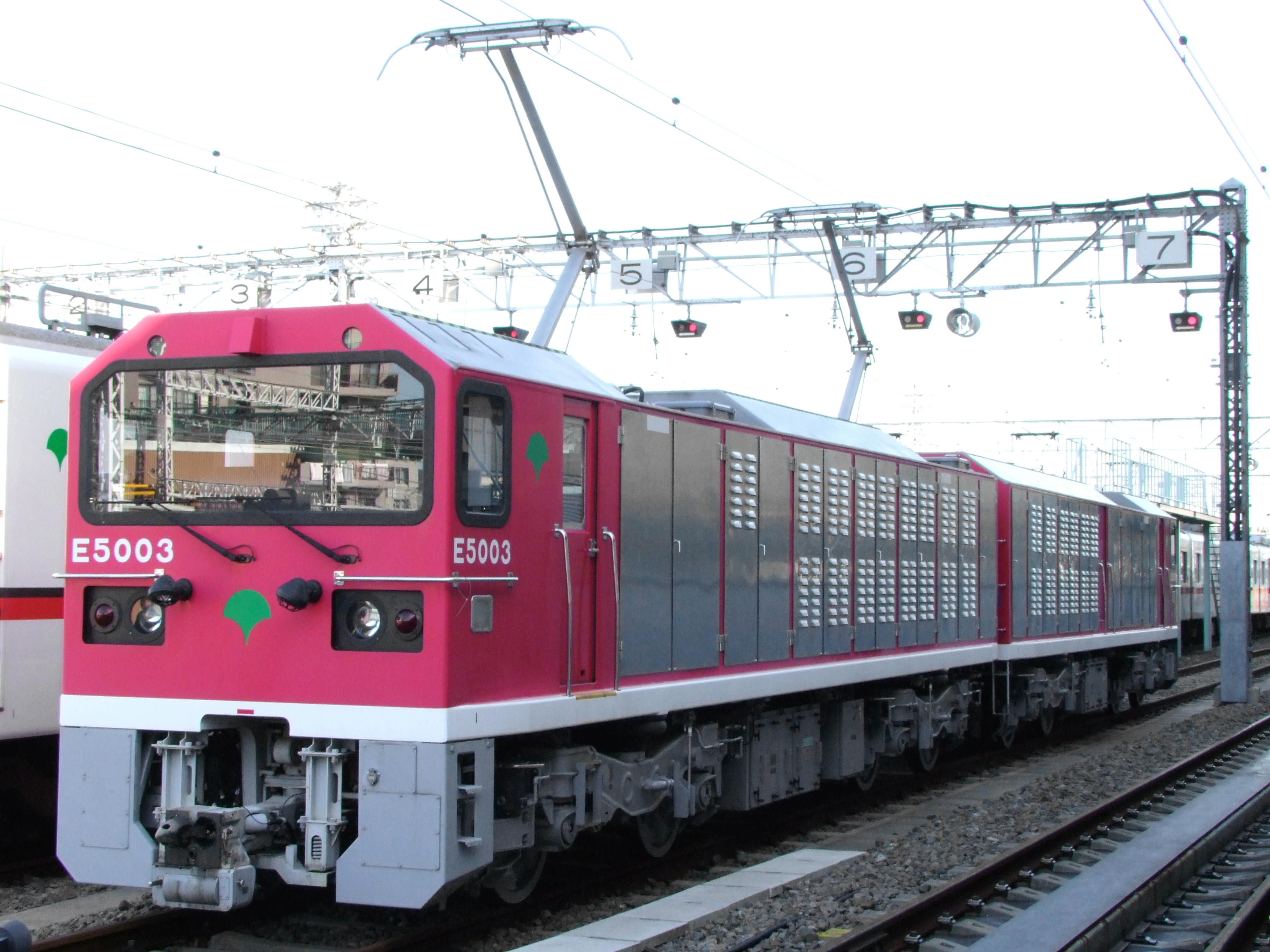
正在运行的E5003号